# Cigarrer

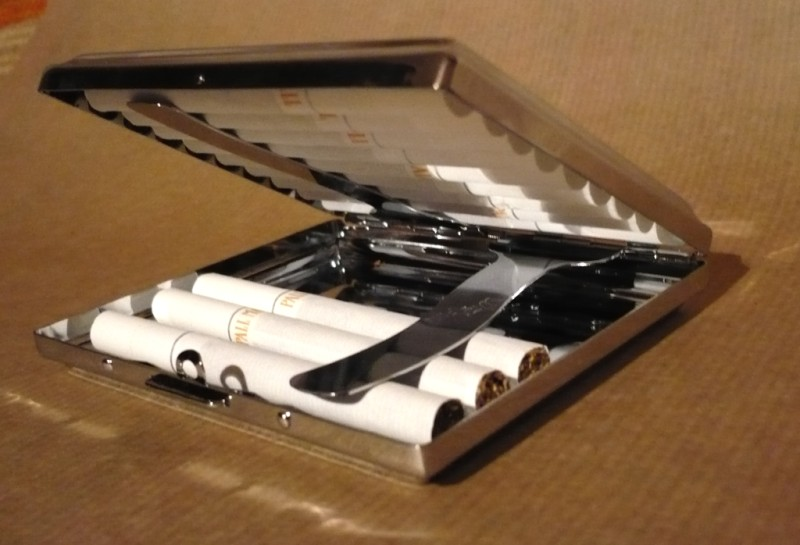
Cigarrer.

Un cigarrer és una capsa o estoig per a guardar-hi o portar-hi cigars. El cigarrer és un envàs pla en el qual es conserven els cigarrets ordenats amatents per al seu ús. Sol consistir en una caixa metàl·lica de dues peces que s'obrin en frontissa quedant els cigarrets alineats en una fila en cadascuna de les tapes subjectes per una molla o barra metàl·lica. El cigarrer va sorgir quan es va començar a comercialitzar el tabac embullat. Anteriorment, quan es venia el tabac picat d'una banda i el paper de fumar per l'altre, el tabac es transportava en bosses de cuir. Posteriorment, es va usar la tabaquera per ala mateixa fi i finalment, la petaca. Com el tabac va seguir embullant-se a mà per alguns consumidors, el cigarrer no va assolir un èxit tan ampli com les anteriors. En comercialitzar-se les cigarretes en paquets, el cigarrer ha passat a tenir un ús testimonial. Segons el poder adquisitiu de l'amo, els cigarrers estaven confeccionades amb materials nobles com or, plata o nacre o més humils com fusta, pell o tela. En tractar-se d'objectes metàl·lics sovint personalitzats amb gravats i, de vegades, adornats amb joies, els cigarrers són articles cobejats pels col·leccionistes.